# École de musique Eastman
L'École de musique Eastman (en anglais : Eastman School of Music) est un conservatoire de musique situé à Rochester dans l'État de New York.

## Enseignants et anciens élèves
Parmi les professeurs renommés de l'école ont figuré le flûtiste Leonardo De Lorenzo, le violoniste Christian Sinding et les compositeurs Bernhard Kaun et Macon Sumerlin ; le corps professoral actuel comprend des musiciens et des pédagogues comme le Ying Quartet, Katherine Ciesinski, Rita Shane et Paul O'Dette.
L'institut a été fréquenté par des artistes comme la chanteuse Renée Fleming, le trompettiste Allen Vizzutti, le critique musical Michael Walsh et la compositrice Maria Schneider, la compositrice et cheffe d'orchestre Rosalina Abejo, le compositeur et pianiste Robert Nathaniel Dett ou encore le pianiste et compositeur de jazz John Serry Jr..